# Яворівська забавка
Яворі́вська за́бавка (саме забавка, а не іграшка, оскільки походить від забавляти, бавити, заспокоювати) — іграшки, що майструються переважно з осики (здавна вважається, що вона має властивість відганяти усе лихе) та прикрашаються традиційним яворівським розписом — «вербівкою». Всі малюнки, а це квіти і листочки, виконуються у вигляді вербових гілок. Мистецтво створення забавки передаються з покоління в покоління в родині Станьків дотепер.
Входить у список нематеріальної культурної спадщини України.
Для розпису ще на зорі Яворівської забавки використовувалося три кольори: зелений (що символізує траву та листя), червоний (плоди та ягоди), синій (небо та воду), а на початку ХХ століття почав використовуватися четвертий колір — жовтий (сонце).
Яворівські забавки не шкодять здоров'ю дітей. А все завдяки тому, що ці забавки зроблені тільки з деревини, а розписуються лише безпечними акриловими фарбами, що замінили рослинні барвники.

## Історія

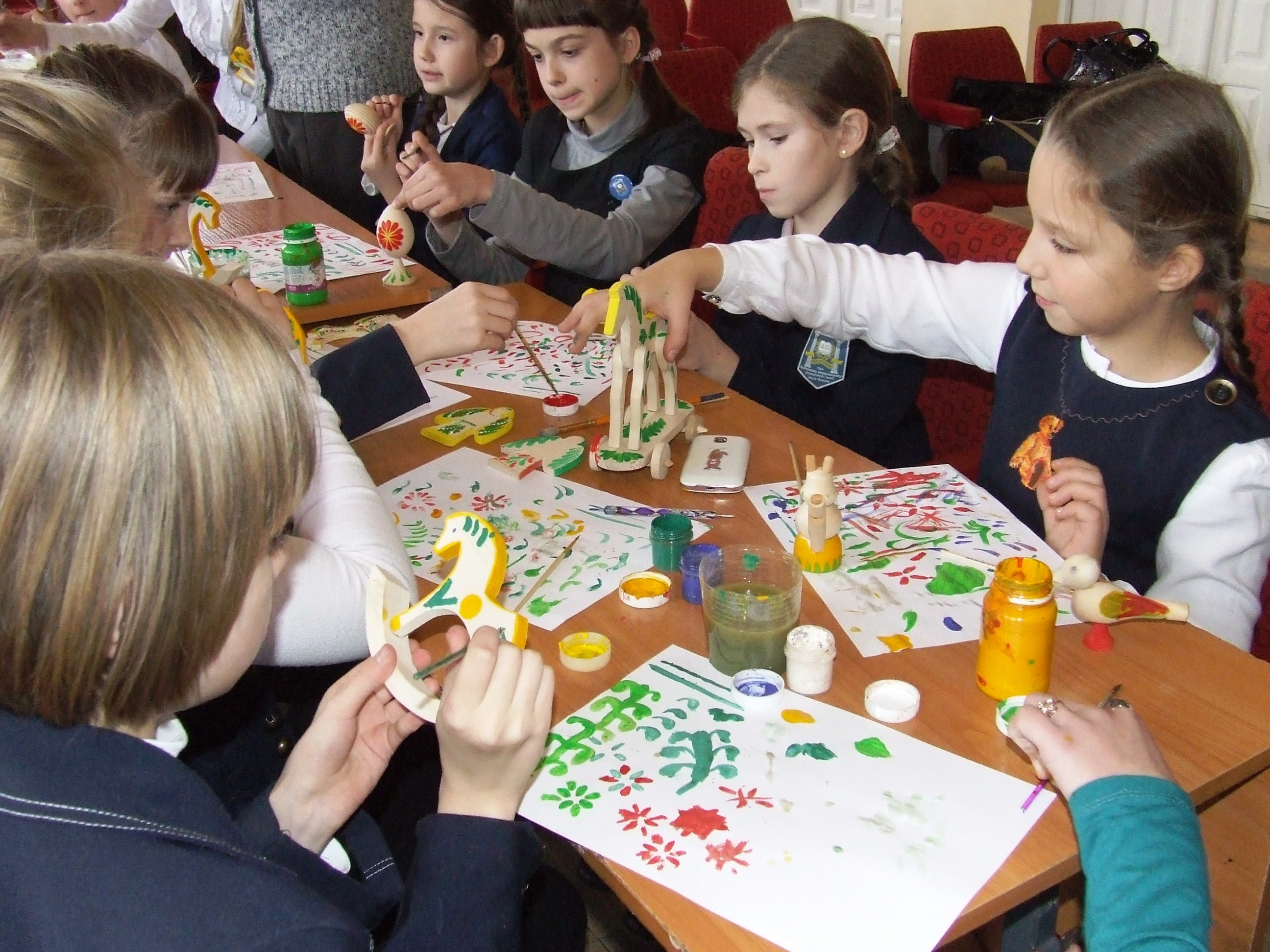
Майстер-клас яворівського розпису дерев'яної забавки

Вірогідних відомостей про те, коли на Яворівщині з'явились забавки не збереглося. Проте дослідники, виходячи із давніх традицій обробки дерева, самобутності конструкційних, орнаментальних, колористичних вирішень, які є неповторними в інших етнографічних районах України, дають підстави твердити про глибоку закоріненість та місцеве походження цього виду художньої творчості.
У Яворові кустарне виробництво дерев'яних забавок започатковане у XVIII столітті, і найбільшого піднесення досягло у середині XIX століття. Яворівські столярі виготовляли різноманітні візочки з драбинками або з профільованими і розмальованими побічнями, з одним або двома силуетно вирізаними кониками на його передній частині основи. Були популярними іграшкові меблі (столи, скрині, стільці, лави-ліжка — бамбетлі), іграшкові музичні інструменти: скрипки, сопілки, пищики, тарахкальця, тріскачки тощо. Яворівські різьбярі виготовляли на продаж анімалістичні фігурки, переважно коників.
Наприкінці XIX ст. ремісниче виробництво забавок не витримало конкуренції із фабричною дешевою продукцією і поступово занепало. З метою збереження традиційного промислу забавок Галицький краєвий відділ 1886 року відкрив у Яворові так звану забавкарську школу. Вчитель Павло Придаткевич прагнув якось осучаснити давні форми забавок, навчити майстрів досконалішої технологічної обробки деревини. Однак вони не сприймали нововведених зразків, стійко дотримуючись традиційних пласких форм і конструкцій. Школа проіснувала трохи більш як десять років. Після її закриття яворівські майстри продовжували виготовляти забавки, хоч попит на них і далі скорочувався.

## ХХ століття і сучасність
У 1920-х—1930-х роках під впливом фабричних іграшок у Яворові крім традиційних забавок починають виготовляти автомобілі й літаки. У розписі рослинні барвники повністю замінені яскравими акриловими фарбами. Майстри додатково вводять жовтий колір — у вигляді прямих і хвилястих смуг, що оживлює тло, надає цільності орнаментальній композиції.
Давні традиції виготовлення дерев'яних забавок успадкували місто Яворів та околиці. Тут у перші роки після Другої світової війни дитячі забавки виготовляла артіль ім. Т. Г. Шевченка — коники, візочки, пташки, метелики, ляльки, свищики, яскраво розписані рослинним орнаментом. Оригінальні столярні забавки узагальненої силуетної форми, динамічної конструкції майстрів Василя Прийми, Степана Тиндика і Степана Фірчука експонувалися на виставках, а згодом були закуплені музеями.
Ще іншого розвитку набуває місцева деревообробка, коли у 1930-х роках різьбяр Йосип Станько, експериментуючи з орнаментом Яворівських мальованих скринь, іграшок та вивчаючи композиційно-елементарні основи закопанських мотивів, започаткував «яворівську різьбу» на фарбованій і полірованій поверхнях виробів і не тільки дрібних касетках, скриньках тощо. У 1950-х роках це вперше застосували в декоруванні меблів. 1946 року на основі артілі з виробництва дитячих забавок ім. Тараса Шевченка відкрито яворівську професійну школу художніх ремесел із терміном навчання три роки, яка за короткий час нараховувала 105 учнів. При школі працювали відомі місцеві майстри. Водночас до закладу були направлені випускники Київського художнього училища. 1961 року художнє-ремісниче училище було перейменовано на професійно-технічне училище № 14.
|                                                    |  |  |
| Пам'ятна монета НБУ присвячена Яворівській забавці |  |  |

Художнє професійно-технічне училище № 14 — освітній, творчий та професійний осередок, де поєднані дотримання традицій художнього ремесла краю із новими сучасними напрямками мистецтва. Юнаки і дівчата, котрі навчаються за спеціальністю «Живописець. Художник розмальовування по дереву», вивчають технологію виконання розпису характерного для цього регіону тим самим зберігаючи за собою звання базової школи, яка продовжує і пропагує традиції своїх попередників.
Яворівський осередок іграшки — це яскрава сторінка історії, один з визначних центрів народного мистецтва України та Європи. Його майстри своєю працею зробили унікальний вклад у скарбницю національної і світової культури.